# Acanthoclada prostrata
Acanthoclada prostrata är en svampdjursart som beskrevs av Patricia R. Bergquist 1970. Acanthoclada prostrata ingår i släktet Acanthoclada och familjen Heteroxyidae.
Artens utbredningsområde är havet kring Nya Zeeland. Inga underarter finns listade i Catalogue of Life.